# SV Waldhof Mannheim
SV Waldhof Mannheim is een Duitse sportclub uit Mannheim, Baden-Württemberg. De voetbalafdeling speelde van 1983 tot 1990 in de Bundesliga. De club is bekend vanwege zijn excellente jeugdopleiding en bracht spelers als Bernd Förster, Karlheinz Förster, Jürgen Kohler, Maurizio Gaudino, Uwe Rahn en Christian Wörns voort. De club speelt in het Carl-Benz-Stadion en trekt ondanks het feit dat ze voornamelijk in de hogere amateurreeksen spelen nog duizenden toeschouwers.
De club speelde van 1918 tot 2003 met uitzondering van vier seizoenen telkens in een van de twee hoogste klassen. Na zestien jaar in de hoogste klassen van het amateurvoetbal speelt SV Waldhof Mannheim in het seizoen 2019/20 weer betaald voetbal in de 3. Liga.

## Geschiedenis

### Zuid-Duitse voetbalbond
In 1905 richtten jongeren uit het Mannheimse noordelijke arbeidersstadsdeel Waldhof een club op met de naam Fußballgesellschaft Ramelia. Nadat er eerst op straat en vrije pleinen gevoetbal werd speelden ze de eerste wedstrijden op de Exerzierplatz in het stadsdeel Käfertal. Door contacten van de leden met de plaatselijke spiegelfabriek van Saint-Gobain konden ze op de terrein van de fabriek een eigen veld krijgen. De staat van het terrein was echter niet opperbest en het kreeg de bijnaam Schlammloch (moddergat). Hierdoor ging de club kort samen met MFC Phönix 02. Deze fusie was echter van korte duur en op 11 april 1907 richtten 42 jonge mannen, waaronder enkele leden van Phönix, in de herberg Zum Tannenbaum de nieuwe club SV Waldhof 07 met blauw-zwart-blauwe clubkleuren.
Op 12 maart 1908 sloot de club zich aan bij de Zuid-Duitse voetbalbond en ging zo van start in de C-Klasse Neckargau in 1908/09. De eerste wedstrijd werd met 8-1 gewonnen tegen FG Ladenburg 03. Na twee seizoenen promoveerde Waldhof naar de B-klasse en na twee titels daar in 1912 ook naar de A-klasse. Na een derde plaats in het eerste seizoen werd de club kampioen in 1914 en kon voor het eerst promoveren naar de hoogste klasse, echter gooide de Eerste Wereldoorlog roet in het eten, er werden enkel vriendschappelijke wedstrijden gespeeld. In 1819 was er wel een competitie voor Mannheim/Ludwigshafen, die de club overtuigend won.
Na de oorlog herstructureerde de bond de competities en de Odenwaldse competitie werd ingevoerd als hoogste klasse, waarin Waldhof ook mocht aantreden. De club werd kampioen en plaatste zich voor de Zuid-Duitse eindronde en werd tweede in zijn groep achter 1. FC Nürnberg. In april fuseerde de club met TV 1877 Waldhof en nam nu de naam SpTV 1877 Waldhof aan. Het volgend seizoen was er een rel omtrent speler Sepp Herberger. Hij was voor 10.000 Rijksmarken verkocht aan Phönix Mannheim, maar koos voor de aartsrivaal VfR Mannheim. Deze club bood hem een huis aan waar hij geen huur moest betalen en een job bij de Dresdner Bank. Waldhof beschimpte hem als verrader en de Zuid-Duitse bond schorste hem tijdelijk totdat hij het geld terugbetaald had. In de competitie won de club opnieuw maar botste in de eindronde opnieuw op Nürnberg.
In 1921 herstructureerde de Zuid-Duitse bond de competitie en de Odenwaldse competitie ging samen met de Paltse en werd zo de Rijncompetitie, waarin de Odenwaldse competitie wel nog twee jaar een aparte reeks bleef. Na een tweede plaats in het eerste seizoen werd de club in 1921/22 gedeeld eerste met Phönix en verloor de beslissende wedstrijd om de titel. In het eerste jaar van de gezamenlijke competitie werd de club meteen kampioen en plaatste zich voor de eindronde, waar ze vierde werden in de groepsfase. Nadat de Deutsche Turnerschaft besliste dat turnclubs en balsportclubs niet meer onder één dak mochten zitten gingen SV Waldhof 07 en TV 1877 Waldhof terug uit elkaar, dit gebeurde pas in 1925 terwijl de meeste andere clubs al in 1924 uit elkaar gingen. Na een intermezzo van VfR Mannheim en andere opkomende stadsrivaal VfL Neckarau werd de club in 1927/28 opnieuw kampioen, maar kon in de eindronde geen potten breken. Het volgende jaar hield Neckarau de club weer van de titel, maar in de eindronde voor niet-kampioenen behaalde de club wel een behoorlijk resultaat door tweede te worden achter FSV Frankfurt. De volgende vier seizoenen won de club telkens de titel, maar kon het nooit verder waar maken in de eindronde.

### Gauliga
In 1933 kwam de NSDAP aan de macht in Duitsland. Zij herstructureerden het hele Duitse voetbal en de Zuid-Duitse bond werd ontbonden en de Gauliga werd ingevoerd. De clubs uit de Rijncompetitie werden verdeeld over twee competities, de clubs uit Mannheim speelden in de nieuwe Gauliga Baden, waar ook clubs uit de voormalige Badense competitie speelden. De club werd met één punt voorsprong op rivaal VfR kampioen en mocht voor het eerst deelnemen aan de eindronde om de landstitel. De zestien kampioenen werden over vier groepen verdeeld. In een groep met Mülheimer SV 06, Kickers Offenbach en FV Union 08 Böckingen werd Waldhof groepswinnaar en plaatste zich voor de halve finale. 2.000 fans reisden mee naar Düsseldorf voor de wedstrijd tegen FC Schalke 04, de topclub van het moment, en ze zagen hun team met 5-2 verliezen, hoewel het tien minuten voor het einde nog 2-2 stond.
Na een teleurstellende vierde plaats werd Waldhof opnieuw kampioen in 1935/36. In de nationale eindronde zat de club in een groep met Fortuna Düsseldorf, FC Hanau 93 en CfR 1899 Köln en werd gedeeld tweede. In de Gauliga werd de titel voor het eerst verlengd, maar op nationaal vlak liet de club het opnieuw afweten in een groep met 1. FC Nürnberg, Fortuna Düsseldorf en VfR Köln 04. Een van de sterkhouders bij de club in deze tijd was Otto Siffling, die met het nationaal elftal de bronzen medaille behaalde op het WK van 1934 en een speler was van de legendarische Breslau-Elf. In de Tschammerpokal, de voorloper van de DFB-Pokal bereikte de club in 1935 en 1937 de halve finale. Nadat stadsrivaal VfR twee jaar de macht greep werd de club in 1939/40 opnieuw kampioen. In de eindronde werd de club groepswinnaar voor Nürnberg, Stuttgarter Kickers en Kickers Offenbach. In de halve finale werd Waldhof door Schalke 04 verslagen. Er was wel nog een wedstrijd voor de derde plaats, waarin ze met 4-4 gelijkspeelden tegen SK Rapid Wien. De replay werd met 5-2 verloren.
Na een titel van Neckarau kon Waldhof in 1941/42 opnieuw de titel veroveren. De eindronde werd nu in knock-outfase gespeeld en de club verloor meteen van 1. FC Kaiserslautern. De volgende twee jaar kon de club de titel niet veroveren. Het laatste seizoen werd niet voltooid, al had de club wel alle acht gespeeld competitiewedstrijden gewonnen.

### Naoorlogse periode
Na WOII ging de club in de nieuwe Oberliga Süd spelen. In het tweede seizoen werden ze vicekampioen achter Nürnberg. Twee jaar later werd de club vijfde en in dat jaar veroverde aartsrivaal VfR zowaar de landstitel. Vanaf de jaren vijftig begonnen de resultaten achteruit te gaan en in 1954 degradeerde de club voor het eerst uit de hoogste klasse, naar de 2. Oberliga Süd. Het duurde vier seizoenen vooraleer de club terug kon keren en werd dan meteen terug naar het vagevuur verwezen. Deze keer werd de club meteen kampioen en kon nu twee jaar in de Oberliga spelen. Na de vorming van de Bundesliga in 1963 speelde de club in de Regionalliga Süd. In 1965 en 1966 eindigde de club in de subtop, maar de andere jaren slechts in de middenmoot tot een degradatie volgde in 1970 naar de Amateurliga Nordbaden.
Na twee jaar keerde de club terug naar de Regionalliga, die in 1974 ontbonden werd en vervangen werd door de 2. Bundesliga. In 1972 hadden ze een nieuwe sponsor gekregen, Chio Chips, waarvoor ze 190.000 Duitse mark kregen als de naam in SV Chio Waldhof Mannheim gewijzigd werd. In 1978 werd de huidige naam aangenomen. Sinds de definitieve degradatie van rivaal VfR in 1975 uit de 2. Bundesliga werd Waldhof definitief de nummer één van de stad. Na enkele middenmootplaatsen ging het begin jaren tachtig steeds beter en Waldhof kwalificeerde zich voor de nieuwe 2. Bundesliga, die niet langer uit twee reeksen bestond. In 1983 werd de club kampioen en promoveerde zo voor het eerst naar de hoogste klasse.
Omdat het eigen Stadion am Alsenweg niet in orde was voor de Bundesliga en ook geen enkel ander stadion in de stad moest de club uitwijken naar de Südweststadion in Ludwigshafen. De komst van Waldhof naar Ludwigshafen was niet naar de zin van concurrent 1. FC Kaiserslautern dat nu een aantal toeschouwers verloor aan Waldhof. Mannheim had in het eerste seizoen bijna 7.000 toeschouwers meer als Kaiserslautern, maar dit aantal verminderde elk jaar. Na een elfde plaats in het eerste seizoen zorgde de club voor furore door de volgende jaren zesde en achtste te worden. In 1985 werd deelname aan de UEFA Cup net gemist door een slechter doelsaldo. In 1986 bereikte de club wel de halve finale van de beker, waarin ze verloren van Bayern München. Na een paar middenmootplaatsen werd vanaf 1989 opnieuw in het eigen stadion in Mannheim gespeeld, maar net dat seizoen werd de club zeventiende en degradeerde. De club was nochtans goed aan het seizoen begonnen en had zelfs Bayern München met 4-0 verslagen, maar door blessures bij enkele spelers liep het mis.
De volgende jaren draaide de club nog mee in de subtop van de 2. Bundesliga. In 1994 werd het huidige Carl-Benz-Stadion in gebruik genomen. Na zes seizoenen in de top zeven, degradeerde de club onverwacht in 1997. Een fusie met VfR Mannheim werd voorgesteld in 1998 maar VfR trok zich op het laatste moment terug. Na 2 jaar afwezigheid keerden ze terug naar de 2de klasse. Het doel was om terug te keren naar de Bundesliga en sponsor Sportwelt moest die droom helpen waarmaken, maar nadat dit bedrijf failliet ging kreeg de club weer met financiële problemen te kampen. In 2001 stond de club aan de poort van de Bundesliga, op de laatste speeldag won de club met 4-0 van 1. FSV Mainz 05 en stond een kwartier voor einde nog op een promotieplaats. 1. FC Nürnberg, dat al zeker was van promotie verloor echter in extremis van andere concurrent FC St. Pauli, dat over Waldhof sprong. De verwachtingen waren nu hooggespannen maar de club eindigde slechts negende. Het jaar erna volgde zelfs een degradatie en de financiële problemen waren nu zo erg geworden dat de club zelfs geen licentie voor de Regionalliga kreeg en naar de Oberliga Baden-Württemberg moest. Een nieuw voorstel tot fusie met VfR werd voorgesteld maar de club weigerde opnieuw. De volgende vijf jaar speelde de club in de Oberliga. Ter ere van het 100-jarig bestaan werd in april 2007 een galawedstrijd gespeeld tegen Bayern München, die de club nipt met 1-2 verloor. In 2008 dwong de club promotie af naar de Regionalliga. Door de invoering van de 3. Liga als nieuwe derde klasse bleef de club wel op het vier de niveau voetballen. In het eerste seizoen werden ze knap vierde en in het tweede veertiende. Echter kreeg de club geen licentie voor de Regionalliga en werd terug naar de Oberliga verwezen.
In de Oberliga kon de club FC Nöttingen, dat vanaf de seizoensstart op één stond, op de laatste speeldag van de eerste plaats halen en promoveerde naar de Regionalliga Süd. In de beslissende wedstrijd tegen FV Illertissen kwamen 18.313 toeschouwers, een record voor de Oberliga. Na één seizoen werd de club overgeheveld naar de Regionalliga Südwest. In het seizoen 2018/19 werd SV Waldhof Mannheim kampioen van de Regionalliga Südwest. Dat betekent dat de club promoveert naar de 3. Liga en voor het eerst in zestien jaar weer betaald voetbal speelt.

## Erelijst
- Kampioen Odenwald

1920, 1921
- Rijnkampioen

1924, 1928, 1930, 1931, 1932, 1933
- Gauliga Baden

1934, 1936, 1937, 1940, 1942

## Overzichtslijsten
| Niveau | Aantal | Periode (1945-2026)                                              |
| ------ | ------ | ---------------------------------------------------------------- |
| I      | 19     | 1945-1954, 1958-1959, 1960-1962, 1983-1990                       |
| II     | 35     | 1954-1958, 1959-1960, 1962-1970, 1972-1983, 1990-1997, 1999-2003 |
| III    | 11     | 1970-1972, 1997-1999, 2019-....                                  |
| IV     | 15     | 2003-2010, 2011-2019                                             |
| V      | 1      | 2010-2011                                                        |

## Eindklasseringen vanaf 1964 (grafisch)
- 1964 11e
Regionalliga
- 1965 4e
Regionalliga
- 1966 3e
Regionalliga
- 1967 11e
Regionalliga
- 1968 12e
Regionalliga
- 1969 11e
Regionalliga
- 1970 20e
Regionalliga
- 1971 1e
Niveau 3
- 1972 1e
Niveau 3
- 1973 7e
Regionalliga
- 1974 7e
Regionalliga
- 1975 8e
2. Bundesliga
- 1976 8e
2. Bundesliga
- 1977 11e
2. Bundesliga
- 1978 8e
2. Bundesliga
- 1979 16e
2. Bundesliga
- 1980 11e
2. Bundesliga
- 1981 6e
2. Bundesliga
- 1982 6e
2. Bundesliga
- 1983 1e
2. Bundesliga
- 1984 11e
Bundesliga
- 1985 6e
Bundesliga
- 1986 8e
Bundesliga
- 1987 14e
Bundesliga
- 1988 16e
Bundesliga
- 1989 12e
Bundesliga
- 1990 17e
Bundesliga
- 1991 7e
2. Bundesliga
- 1992 2e
2. Bundesliga
- 1993 4e
2. Bundesliga
- 1994 6e
2. Bundesliga
- 1995 5e
2. Bundesliga
- 1996 7e
2. Bundesliga
- 1997 15e
2. Bundesliga
- 1998 7e
Regionalliga
- 1999 1e
Regionalliga
- 2000 12e
2. Bundesliga
- 2001 4e
2. Bundesliga
- 2002 9e
2. Bundesliga
- 2003 18e
2. Bundesliga
- 2004 4e
Oberliga
- 2005 11e
Oberliga
- 2006 8e
Oberliga
- 2007 10e
Oberliga
- 2008 3e
Oberliga
- 2009 4e
Regionalliga
- 2010 14e
Regionalliga
- 2011 1e
Oberliga
- 2012 12e
Regionalliga
- 2013 6e
Regionalliga
- 2014 5e
Regionalliga
- 2015 13e
Regionalliga
- 2016 1e
Regionalliga
- 2017 2e
Regionalliga
- 2018 2e
Regionalliga
- 2019 1e
Regionalliga
- 2020 9e
3. Liga
- 2021 8e
3. Liga
- 2022 5e
3. Liga
- 2023 7e
3. Liga
- 2024 16e
3. Liga
- 2025 16e
3. Liga

- Niveau 1
- Niveau 2
- Niveau 3
- Niveau 4
- Niveau 5

| Legenda niveautijdlijn | Legenda niveautijdlijn      | Legenda niveautijdlijn      | Legenda niveautijdlijn      | Legenda niveautijdlijn    | Legenda niveautijdlijn |
| Liga                   | Seizoen 1963/64 t/m 1973/74 | Seizoen 1974/75 t/m 1993/94 | Seizoen 1994/95 t/m 2007/08 | Seizoen 2008/09 tot heden | Opmerking              |
| ---------------------- | --------------------------- | --------------------------- | --------------------------- | ------------------------- | ---------------------- |
| Bundesliga             | Niveau I                    | Niveau I                    | Niveau I                    | Niveau I                  |                        |
| 2. Bundesliga          | --                          | Niveau II                   | Niveau II                   | Niveau II                 |                        |
| 3. Liga                | --                          | --                          | --                          | Niveau III                |                        |
| Regionalliga           | Niveau II                   | --                          | Niveau III                  | Niveau IV                 |                        |
| Oberliga               | --                          | Niveau III *                | Niveau IV                   | Niveau V                  | * vanaf 1978/79        |

## Bekende (oud-)spelers
- Jonathan Akpoborie
- Christof Babatz
- Hanno Balitsch
- Wolfgang Böhni
- Karl-Heinz Bührer
- Daniel Camus
- Roland Dickgießer
- Uwe Freiler
- Bernd Förster
- Karlheinz Förster
- Maurizio Gaudino
- Ulf Quaisser
- Sepp Herberger
- Jürgen Kohler
- Henrik Larsen
- Kari Laukkanen
- Rolf Lederer
- Theodor Lohrmann
- Norbert Nachtweih (1991-1996)
- Uwe Rahn (1975–1980)
- Fritz Rößling
- Gernot Rohr
- Alfred Schön
- Dieter Schlindwein
- Dirk Schuster
- Günter Sebert
- Otto Siffling
- Paul Steiner
- Dimitrios Tsionanis
- Sandor van der Heide
- Fritz Walter
- Evans Wise
- Christian Wörns
- Fatmir Vata
- Uwe Zimmermann